# Menhir von Walhausen
Der Menhir von Walhausen (auch als Hinkelstein bezeichnet) ist ein Menhir bei Walhausen, einem Ortsteil von Nohfelden im Landkreis St. Wendel im Saarland.

## Lage
Der Stein befindet sich westlich von Walhausen auf einem Feld. Er steht auf dem Flurstück „Vor Hinkelsborn“, direkt neben der namensgebenden Quelle „Hinkelsborn“.

## Beschreibung

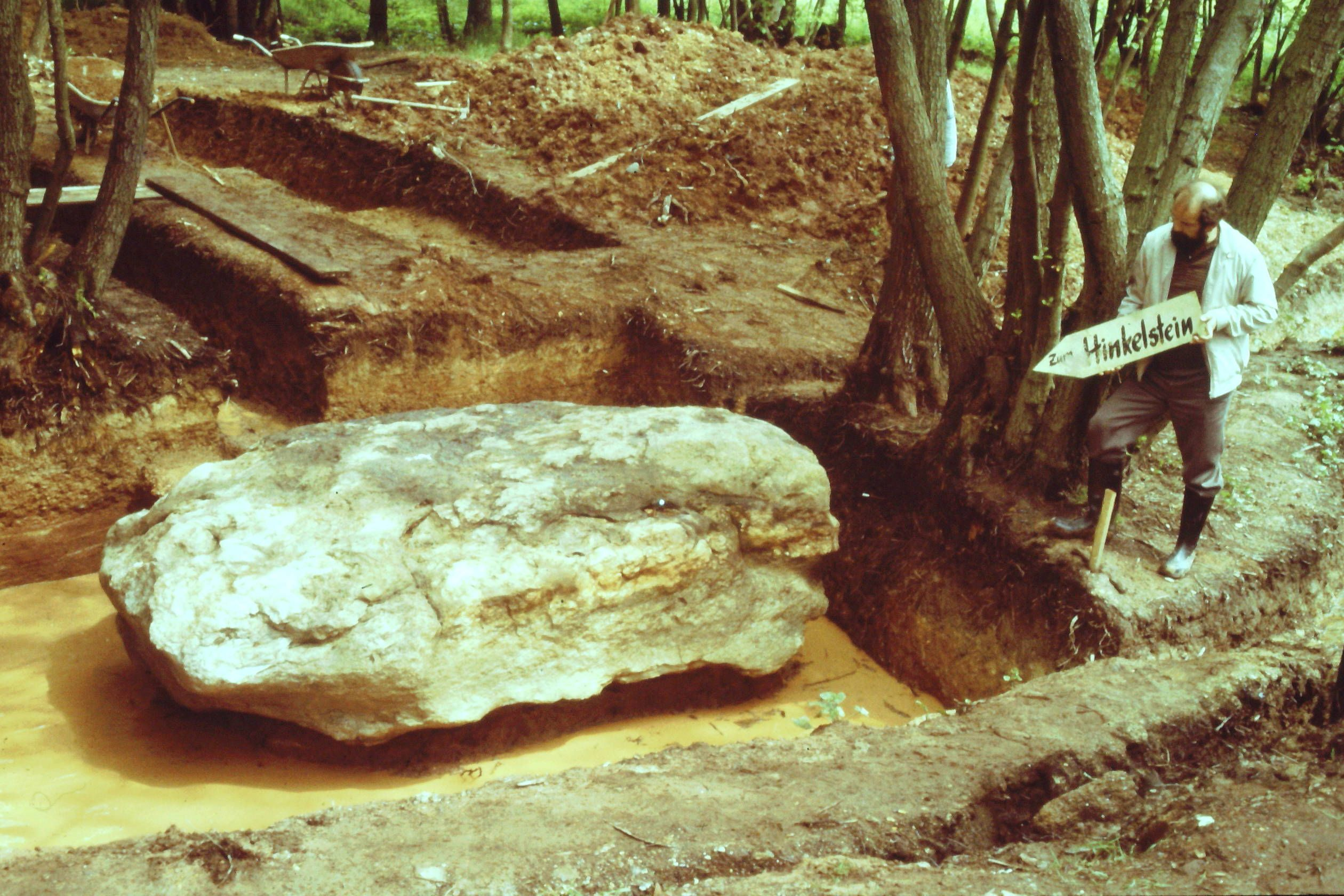
Der Menhir während der archäologischen Untersuchung 1984

Der Menhir besteht aus ortsfremden verkieselten Sandstein. Er hat eine Höhe von 230 cm, eine Breite von 250 cm und eine Tiefe von 90 cm. Er hat ein Gewicht von etwa 13–15 t. Der Menhir ist scheibenförmig und besitzt eine unregelmäßige Oberfläche. An den Schmalseiten weist er eine tiefe Schichtfuge auf. Künstliche Bearbeitungsspuren sind nicht erkennbar.
Der Stein lag ursprünglich direkt neben der Quelle und sollte 1924 eigentlich für ein Kriegerdenkmal verwendet werden. Dieser Plan scheiterte jedoch und der Stein blieb weitere 60 Jahre an diesem Ort liegen. 1984 wurde er um einige Meter versetzt und wieder aufgerichtet. Dabei wurde auch der Fundort archäologisch untersucht, wobei aber keine datierbaren Funde gemacht wurden. Verschiedentlich zu findende Altersangaben für den Stein sind daher rein spekulativ.

## Der Menhir in regionalen Sagen
Zum Hinkelstein existieren mehrere Sagen: Er soll sich um seine eigene Achse drehen, wenn mittags die Kirchenglocken läuten. Unter ihm soll wahlweise die Kriegskasse von Attila oder Napoleon begraben liegen. Nach einer anderen Sage liegt unter dem Stein eine goldene Kutsche begraben.